# Eo biển Torres

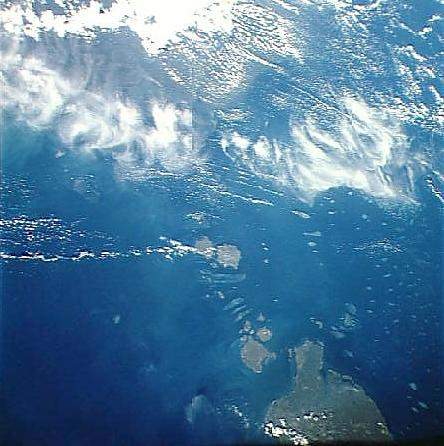
Eo biển Torres nhìn từ không gian – bán đảo Cape York ở góc dưới; quần đảo Torres nằm trong eo biển, Papua New Guinea ở góc trên.

Eo biển Torres là một eo biển nằm giữa Úc và New Guinea. Eo này rộng chừng 150 km (93 mi) ở nơi hẹp nhất. Phía nam của nó là bán đảo Cape York, phần viễn bắc của bang Queensland. Về phía bắc là tỉnh Tây của Papua New Guinea. Eo biển được đặt theo tên nhà hàng hải Luís Vaz de Torres, người đã chết ở eo biển vào năm 1606.

## Địa lý
Eo biển Torres nối biển San hô về phía đông với biển Arafura và vịnh Carpentaria ở phía tây. Dù là một tuyến đường biển quốc tế, eo biển rất nông (sâu độ 7 đến 15 m), và có những đảo san hô lộn xộn, làm việc đi tàu qua đây khá mạo hiểm. Dòng biển chảy mạnh xuất hiện trong những khoảng nước hẹp giữa các đảo, ngoài ra còn có cồn cát di chuyển ngầm dưới nước. Chừng 580 rạn san hô, trong đó có rạn Warrior và rạn Eastern Patch, phủ kín một vùng rộng 2.400 km2 (930 dặm vuông Anh). Ở đây cũng có những vàm cỏ biển thuộc loại rộng nhất thế giới.

Nhiều cụm đảo nằm trong eo biển, gọi chung là quần đảo eo biển Torres. Có ít nhất 274 đảo, trong đó 17 có người ở. 

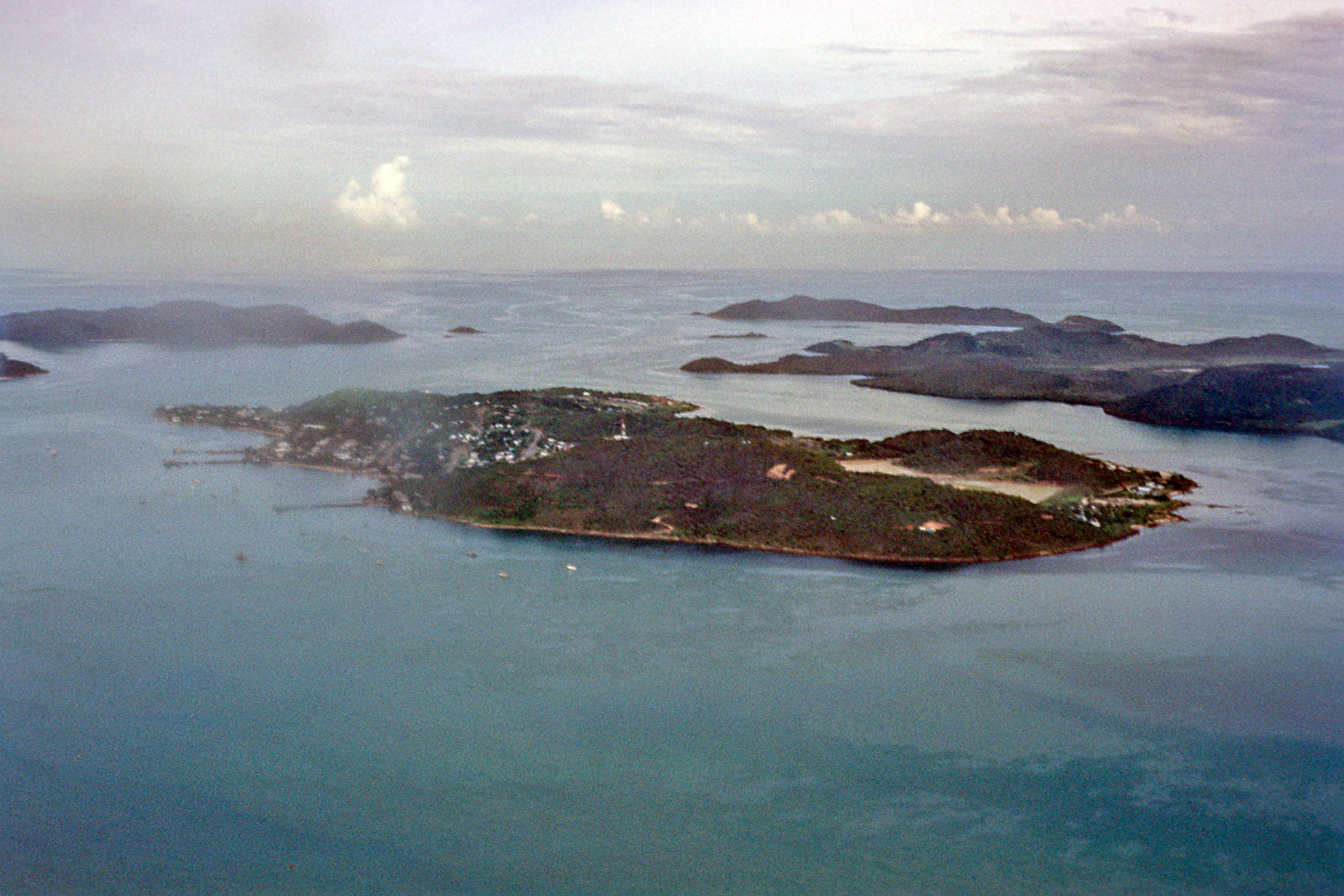
Đảo trong eo biển Torres nhìn từ trên không.